# トリニ・ロペス
トリニ・ロペス（Trinidad "Trini" López III、1937年5月13日 - 2020年8月11日）は、アメリカ合衆国の歌手、ギタリスト、俳優。1960年代、「天使のハンマー」「カンサス・シティ」「レモン・トゥリー」「グリーングリーン」などのフォークソングやヒット曲を陽気なチカーノ・ロック風にアレンジし、人気を博した。

## 来歴

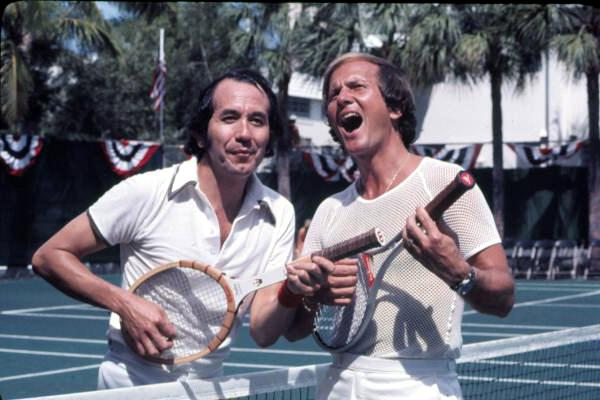
トリニ・ロペス（左）とパット・ブーン（右）。1975年3月。

テキサス州ダラスに生まれる。父親はメキシコ出身のミュージシャンのトリニダード・ロペス2世。ダラス近郊のリトル・メキシコのアッシュランド・ストリートで育った。グラマースクールとN.R.クロージア技術高校に通うが、家族を養うために金を稼がねばならず、最終学年で退学した。
ロペスは15歳のときにテキサスのウィチタ・フォールズで最初のバンドを結成した。1958年、バディ・ホリーの父親の推薦により、彼のグループ「ザ・ビッグ・ビーツ」はプロデューサーのノーマン・ペティの知遇を得る。ペティはコロムビア・レコードとの契約の手はずを整え、ザ・ビッグ・ビーツはインストゥルメンタル「Clark's Expedition」を発表した。その後グループを離れ、テキサスの地元のヴォルク・レコードから自作曲「The Right To Rock」を出しソロデビューを果たした。
1959年、キング・レコードに移るが、長い間鳴かず飛ばずであった。キングとの契約期限が切れ、1962年後半にプロデューサーのスナッフ・ギャレットから「ザ・クリケッツのボーカリストをやってみないか」という話が舞い込む。ロサンゼルスでオーディションを受けるも不合格。ロペスはウェスト・ハリウッドのサンタモニカ・ブールヴァードにあるナイトクラブ「P.J.'s」の専属歌手となる。聴衆はまたたく間に増え、ある日フランク・シナトラがクラブを訪れ、ロペスの歌とギターを聴いた。その後、シナトラが1960年に設立したリプリーズ・レコードと契約した。
ドン・コスタのプロデュースの下、「P.J.'s」でのライブ録音が行われ、1963年にアルバム『Trini Lopez at PJ's』を発表。このデビュー・アルバムはビルボードのアルバムチャートの2位を記録し爆発的なヒットとなった。ここからシングルカットされた「天使のハンマー」はビルボード・Hot 100で3週連続3位を記録した。
「P.J.'s」で録音したライブ・アルバム『By Popular Demand More Trini Lopez At P.J.'s 』を矢継ぎ早に出すが、こちらもアルバムチャート11位を記録する。セカンド・アルバムには「メロンの気持」「イフ・ユー・ウォナ・ビー・ハッピー」などが収録された。1963年に発売された2つのライブ・アルバムでは、のちにボブ・ディランとツアーを共にするミッキー・ジョーンズ（Mickey Jones）がドラムを叩いている。
1965年、ピーター・ポール&マリーのさらなるカバー「レモン・トゥリー」がビルボード・Hot 100の20位、ミドル・ロード・シングルズ・チャートの2位を記録した。
1967年公開の戦争映画『特攻大作戦』に "The Dirty Dozen" の一人として出演し、主題歌「いばらの道(The Bramble Bush)」も担当した。
日本においては、上記の曲よりとりわけ、1965年、ドイツ語で歌われている「バイ・バイ・ブロンディ」（パリのオランピア劇場でのライヴ録音）や、1966年の「待っててシンディ」、1967年発表のテディ・ランダッツォ作品で、近年ソフト・ロックファンも再注目の「トゥゲザー」がヒットした。「トゥゲザー」発売のこの年には初来日し、東京厚生年金会館におけるステージは「ライヴ・イン・東京」というアルバムにもなっている。
1967年、イギリスのパイ・レコード・スタジオで、アルバム「イン・ロンドン」をレコーディング。「Gonna Get Along Without 
Ya' Now」等を収録。
1968年には、スナッフ・ギャレットのプロデュースにより「Welcome to Trini Country」を発表。「ジェントル・オン・マイ・マインド」等を収録。
1969年には、ボイス＆ハートのプロデュースにより「The Whole Enchilada」を発表。また、同年、自身のTVショーを収録した「The Trini Lopez Show」（リプリーズ期のラストアルバム）を発表。このTVショーでは、女性歌手のナンシー・エイムズや、同年「Hawaii Five-O」が大ヒットした（全米４位）ベンチャーズと共演している（リード・ギタリストのジェリー・マギーは、ベンチャーズ加入以前にロペスの「Hall Of Fame」（1966年）等のレコーディングにも参加している）。
1970年以降はレーベルを転々としながらも、音楽活動を精力的に続けていた。
1975年、来日公演。
1964年からは、ギブソン社から自身のシグネチャーモデルのギターが発売された。製造は1964年から1970年までと短期間であったが、独特のルックスに魅了されたミュージシャンが多く、デイヴ・グロールやノエル・ギャラガーが愛用したことで、ロックファンにはお馴染みのモデルとなり、度々復刻されている。
2020年8月11日、カルフォルニア州パームスプリングスの病院にて、新型コロナウイルス感染症（COVID-19）による合併症のため死去。83歳没。生涯独身で、子供はいない。